# Xysticus nigrotrivittatus
Xysticus nigrotrivittatus is een spinnensoort uit de familie van de krabspinnen (Thomisidae).
De wetenschappelijke naam van de soort werd in 1870 als Thomisus nigro-trivittatus gepubliceerd door Eugène Simon.